# Mełpin
Mełpin (prononciation : [ˈmɛu̯pin], en allemand : Mühlheim) est un village polonais de la gmina de Dolsk dans le powiat de Śrem de la voïvodie de Grande-Pologne dans le centre-ouest de la Pologne.
Il se situe à environ 6 kilomètres au nord-ouest de Dolsk (siège de la gmina), à 8 kilomètres au sud de Śrem (siège du powiat) et à 43 kilomètres au sud de Poznań (capitale régionale).

## Histoire
De 1975 à 1998, le village faisait partie du territoire de la voïvodie de Poznań.

Depuis 1999, Mełpin est situé dans la voïvodie de Grande-Pologne.
Le village possède une population de 270 habitants en 2006.